# Светкавица
«Светкавица» — болгарский футбольный клуб из города Тырговиште, выступающий в высшем дивизионе чемпионата страны.

## История

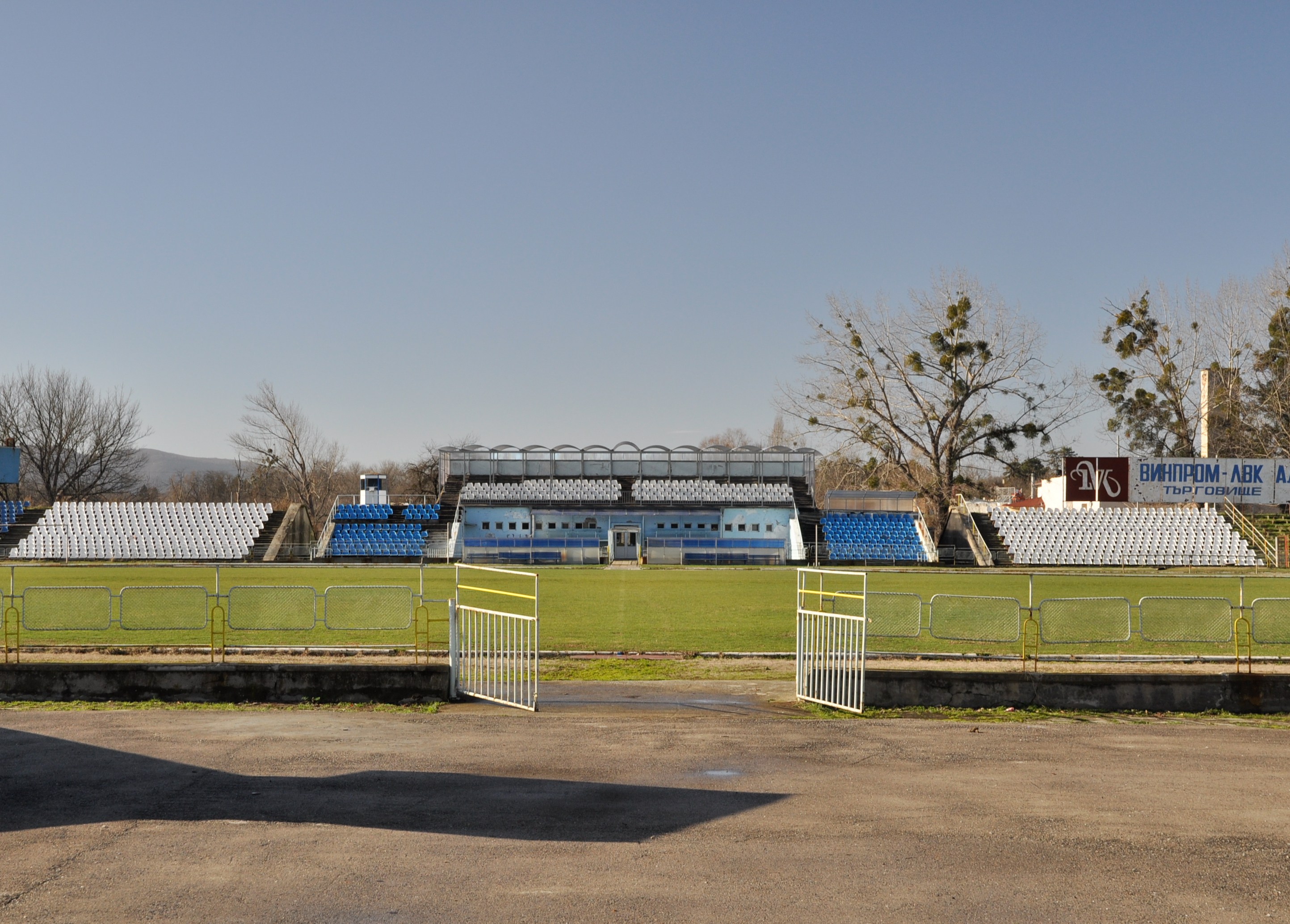
Стадион «Димитар Бурков»

«Светкавица» была основана 6 июля 1922 года, в результате слияния клубов «Ботев» и «Левски» из города Тырговиште. В сезоне 1961/62 клуб впервые в своей истории принял участие в чемпионате группы «Б», втором по силе дивизионе Болгарии. В последующие годы клуб выступал во втором и третьем дивизионах, ни разу не поднявшись в группу «А». Лучшим достижением клуба в группе «Б», является второе место в с сезоне 1973/74. В сезоне 2010/11 «Светкавица» заняла 4-е место в зоне «Восток» группы «Б», что дало ей право провести переходный матч, за попадание в группу «А», победив в нём клуб «Этыр», «Светкавица» получила право дебютировать в высшем болгарском дивизионе в сезоне 2011/12, в котором команда заняла последнее место, забив всего 8 мячей.

## Сезоны
| Год     | Дивизион   | Место |
| 2011-12 | Группа «А» | 16    |
| 2010-11 | Группа «Б» | 4-е ↑ |
| 2008-09 | Группа «Б» | 8-е   |
| 2007-08 | Группа «Б» | 10-е  |
| 2006-07 | Группа «Б» | 9-е   |
| 2005-06 | Группа «Б» | 10-е  |

## Достижения
- 2-е место в Группе «Б» — 1973/74

## Известные игроки
- Радослав Комитов

## Известные тренеры
- Никола Спасов